# Björn Frithiofsson Holmgren
Björn Frithiofsson Holmgren, född 28 juni 1872 i Västra Ny församling, Östergötlands län, död 10 februari 1946 i Karlskrona amiralitetsförsamling, Blekinge län, var en svensk sjöofficer och riksdagsman. Han var son till fysiologiprofessorn Frithiof Holmgren och dennes hustru Ann Margret Holmgren, född Tersmeden, bror till läkaren Israel Holmgren samt far till läkaren Björn Holmgren.
Holmgren blev underlöjtnant vid flottan 1893, kapten 1902 och kommendör 1923. Parallellt var han även verksam som botanisk forskare och som redaktör för Tidskrift i sjöväsendet. Han engagerade sig även politiskt, först kommunalt i Karlskrona och senare på riksplanet där han 1921 blev ledamot av riksdagens andra kammare för högern i Blekinge läns valkrets, ett uppdrag han innehade i mer än två decennier. Han var som riksdagsman bland annat vice ordförande i bankoutskottet 1937–1942.
Holmgren var vidare under mer än 30 år högste ledare ("Styrande Recor") för Karlskronalogen av Coldinuorden.